# Tremulano

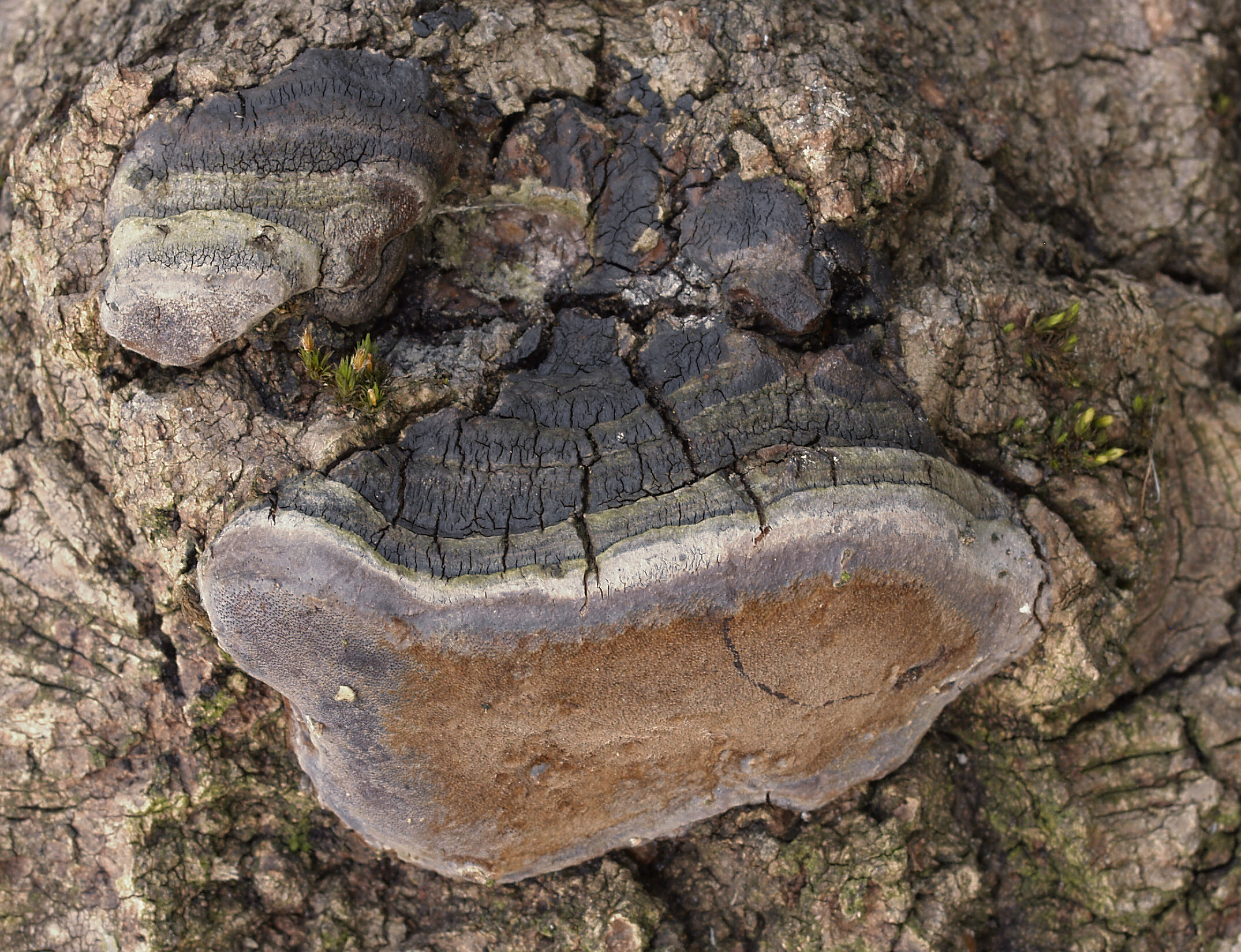
Phellinus tremulae

El tremulano es un alcano sesquiterpénico que no se encuentra en forma natural, pero es prototipo de varios compuestos de origen terpénico. Los tremulanos constituyen una clase de sesquiterpenos que son caracterizados por un esqueleto aislado en 1993 del hongo de la podedumbre del álamo, el Phellinus tremulae. También se han aislado del Conocybe siliginea.

## Secotremulanos

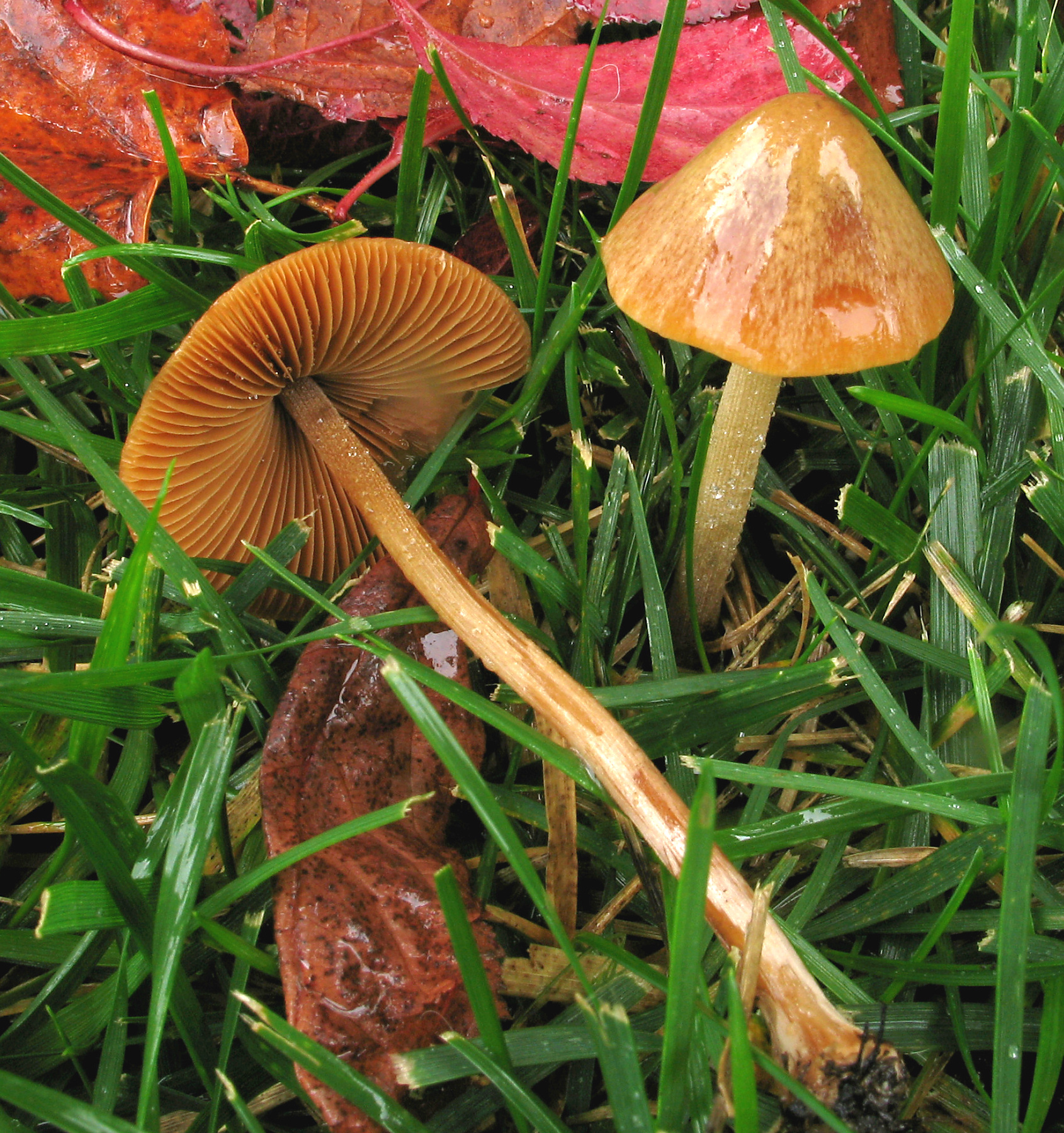
Conocybe siliginea

También se han aislado 5,6-secotremulanos de Conocybe siliginea.